# Quelli degli altri - Live
Quelli degli altri è un doppio DVD di Claudio Baglioni pubblicato nel 2006.
È stato registrato in bianco e nero al Forum Village Studios di Roma con l'Orchestra Roma Sinfonietta e i soliti componenti della sua band; si tratta di una versione dal vivo di tutte le cover registrate dal cantautore contenute nell'album Quelli degli altri tutti qui.

## Tracce

### DVD 1
1. Il nostro concerto (Versione sinfonica)
2. Il mio mondo
3. Una lacrima sul viso
4. Amore che vieni, amore che vai
5. La canzone dell'amore perduto
6. Una miniera
7. Cinque minuti e poi
8. Insieme a te non ci sto più
9. Cento giorni
10. C'era un ragazzo
11. Fortissimo
12. Non arrossire
13. Le strade di notte
14. Vengo anch'io no tu no
15. Io che non vivo
16. Il mondo
17. Senza fine
18. Che cosa c'è
19. Se non avessi più te
20. Canzone per te
21. Io che amo solo te
22. Se telefonando
23. L'ultima occasione
24. Emozioni
25. Vedrai vedrai
26. Un giorno dopo l'altro
27. Lontano lontano
28. Nel blu dipinto di blu
29. Arrivederci
30. Il nostro concerto (Versione moderna)

### DVD 2
- Prove di rielaborazione (speciale)
- Se non avessi più te (videoclip)
- Il nostro concerto (videoclip)
- Canzoni
- Crediti